# کنتارو اوی
کنتارو اوی (انگلیسی: Kentaro Oi؛ زادهٔ ۱۴ مهٔ ۱۹۸۴) بازیکن فوتبال اهل ژاپن است.
از باشگاه‌هایی که در آن بازی کرده‌است می‌توان به باشگاه فوتبال جوبیلو ایواتا و باشگاه فوتبال آلبیرکس نیگاتا اشاره کرد.
وی همچنین در تیم ملی فوتبال زیر ۱۷ سال ژاپن بازی کرده‌است.